# Andrej Vlasov
Andrej Andrejevitj Vlasov (russisk: Андрей Андреевич Власов), (født 14. september ifølge gregorianske kalender (1. september ifølge julianske kalender) 1900 i Lomakino nær Nisjnij Novgorod, død 2. august 1946 i Moskva) var en sovjetisk general, som, efter at være blevet taget til fange af tyskerne under 2. verdenskrig, valgte at kæmpe på Tysklands side for at afskaffe det kommunistiske styre i Rusland.

## Biografi
Vlasov blev født i Lomakino, Nisjnij Novgorod Guvernement i Rusland som søn af en landmand og studerede oprindeligt teologi. Han blev indkaldt i 1919 til Den Røde Hær og kæmpede under den russiske borgerkrig i Ukraine, Kaukasus og Krim.
Efter, at Vlasov var trådt ind i kommunistpartiet i 1930 avancerede han hastigt i graderne til generalløjtnant. Han blev sendt til Kina i 1938 som rådgiver for Chiang Kai-shek.
Under den første fase af det tyske angreb på Sovjetunionen i 1941 var Vlasov chef for den 4. mekaniserede brigade og kæmpede mod tyskerne på den sovjetiske sydvestfront. Han blev derefter øverstbefalende over den sovjetiske 37. armé, som forsvarede Kijev, men efter, at byen var blevet omringet, blev Vlasov fløjet ud af "sækken". I slaget om Moskva i december samme år kommanderede Vlasov den 20. armé og var en af de mest fremgangsrige sovjetiske generaler under slaget. For sine indsatser omtaltes han blandt andet i avisen Pravda den 13. december 1941.
I 1942 var han stedfortrædende chef for 2. støttearmé ved Volkhovfronten. Hans tropper havde til opgave at få ophævet den tyske blokade af Leningrad. Hans armé blev omringet og forsvarede sig mod omringningen i næsten to måneder. Til sidst endte omkring 60.000 russiske soldater i tysk fangenskab, mens Vlasov flygtede ud i skovene. Den 12. juli 1942 blev han tysk krigsfange. Den 14. juli blev Vlasov forhørt af tyskerne, og allerede syv uger senere var han gået over på deres side for at hjælpe til i kampen mod Stalin og bolsjevismen.
I 1944 blev han leder af Kommittéen for befrielse af folkene i Rusland (KONR) og dennes væbnede gren Den Russiske Befrielsearmé (ROA). Hitler nægtede længe at give tilladelse til at bevæbne Vlasovs armé og sætte den ind mod de sovjetiske styrker, men den dårlige krigslykke tvang tyskerne til at tænke om. Vlasov fik til sidst tre egne divisioner af hvilke en deltog i kampene mod den sovjetiske armé ved overgangen af floden Oder i midten af april 1945, hvor ROA-soldaterne udmærkede sig ved deres hårdnakkede modstand.
Vlasovs divisioner var dog ikke de eneste med tidligere sovjetiske medborgere i Nazitysklands tjeneste – i henhold til visse skøn og beregninger drejede det sig om mindst 650.000 soldater.
I forbindelse med krigsafslutningen kapitulerede Vlasov til de vestallierede men overdroges af disse til Sovjetunionen og henrettedes i august 1946 ved hængning sammen med 11 af sine medarbejdere fra ROA.

## Eftermæle
Den tyske historiker Joachim Hoffmann udgav i 1984 bogen Die Geschichte der Wlassow-Armee (Historien om Vlasovs armé). I denne, og i den efterfølgende bog fra 2003 Die Tragödie der "Russischen Befreiungsarmee 1944/45. Wlassow gegen Stalin (Tragedien om den russiske befrielsesarmé 1944/45. Vlasov mod Stalin), argumenterer han for, at Vlasov ikke var nazisympatisør, men en russisk patriot, der ville befri Rusland for Stalin og den kommunistiske undertrykkelse. En russisk version af Die Geschichte der Wlassow-Armee blev udgivet af YMCA Press i 1990.
Med udgangspunkt i loven om rehabilitering af ofre for politisk undertrykkelse anmodede lederen af den folkelige bevægelse For Tro og Fædreland (russisk: За Веру и Отечество) i 2001 Den Russiske Føderations militære anklagemyndighed om at revidere dommen over Vlasov og hans medarbejdere. Den militære anklagemyndighed kom i juli 2001 dog til den konklusion, at der ikke var grundlag for at anvende loven til rehabilitering af Vlasov..
Afgørelsen blev appelleret til det militære kollegium i Den Russiske Føderations højesteret, der den 1. november 2001 nægtede det at rehabilitere Vlasov og hans medarbejdere, men dog omstødte en tidligere dom for antisovjetisk agitation og propaganda.